# كوريا الشمالية في الألعاب الأولمبية
كوريا الشمالية في الألعاب الأولمبية الألعاب حدث مهم في كوريا الشمالية على الرغم أنها معزولة عن العالم الخارجي، تقوم اللجنة الأولمبية لجمهورية كوريا الديمقراطية الشعبية بالإشراف في شؤون مشاركات كوريا الشمالية في الألعاب الأولمبية، أول مشاركة لكوريا الشمالية في الألعاب الأولمبية الصيفية كانت في دورة 1972 في ميونخ في ألمانيا، وقد فازت حتى الآن بمجموع 47 ميدالية منها 14 ميدالية ذهبية و12 فضية و21 برونزية، أبرز الرياضات التي تنافس فيها كوريا الشمالية هي رفع الأثقال و المصارعة و الملاكمة و الجودو و الجمباز و الرماية وبدرجة أقل في تنس الطاوله، في الألعاب الأولمبية الشتوية شاركت لأول مرة في دورة 1964 في إنسبروك في النمسا ولم تتمكن إلا بالفوز بمداليتن واحد فضية والأخرى برونزية.